# Fort Craig
Le fort Craig est un ancien poste militaire de la United States Army établi en 1854 sur la rive ouest du río Grande, à une cinquantaine de kilomètres au sud de Socorro dans l'État actuel du Nouveau-Mexique. Construit en remplacement du fort Conrad situé à une quinzaine de kilomètres plus au nord, le fort Craig était destiné à protéger les colons américains venus s'installer dans la région et les émigrants empruntant la Camino Real de Tierra Adentro des attaques des Amérindiens Navajos, Apaches et Comanches. Il est abandonné en 1885.
Le site du fort Craig s'étend approximativement sur 320 mètres d'est en ouest et 180 mètres du nord au sud et est situé sur 16 hectares (40 acres).

## Histoire

### Avant le fort Craig
Le traité de Guadalupe Hidalgo de 1848 souligne les plans de la construction d'une série de forts le long des nouvelles frontières du Mexique et des États-Unis. Les Apaches et autres groupes d'Amérindiens sont signalés pour harceler les colons et les voyageurs des deux côtés de la frontière. Les attaques par les tribus de l'intérieur du territoire des États-Unis sur le sol mexicain sont un problème que les États-Unis sont obligés de traiter en vertu du traité avec le Mexique. Les colonies le long du rio Grande nécessitent une protection contre les raids apaches et navajos, qui requièrent des postes de l'armée le long de la vallée du rio Grande.
Pour ce dernier objectif, en 1849, une première garnison est fondée à Socorro au Nouveau-Mexique. Elle est remplacée par un fort, fort Conrad, le long du Camino Real de Tierra Adentro sur le rive ouest du fleuve, au travers et un peu au-dessus du gué de Valverde, à l'extrémité nord du Jornada del Muerto (en) en 1851. Il est en service pendant peu de temps. Bien qu'il soit sur un site idéal à partir duquel on peut lancer des campagnes militaires contre les Apaches et les Navajos, il est sujet à des problèmes de construction et sous la menace constante d'inondations soudaines.

### Fondation
En 1853, le 3e régiment d'infanterie commence la construction d'un nouveau fort sur un promontoire à 4 kilomètres (9 miles) en aval de la rivière du fort Conrad. Le nouveau fort, nommé en l'honneur du capitaine Louis S. Craig, un jeune officier populaire de la guerre américano-mexicaine, est occupé en 1854 avec des troupes du fort Conrad.
La vie dans le fort isolé Craig est au mieux inconfortable et solitaire, et au pire mortelle. Les bâtiments sont une source constante de détresse pour les soldats et les archives révèlent des litanies de plaintes à propos des toitures qui prennent l'eau, des murs et des cheminées qui s'effritent, des conditions de surpopulation et de la saleté provenant des toits sales qui s'effritent et des sols boueux.

### Guerre de Sécession

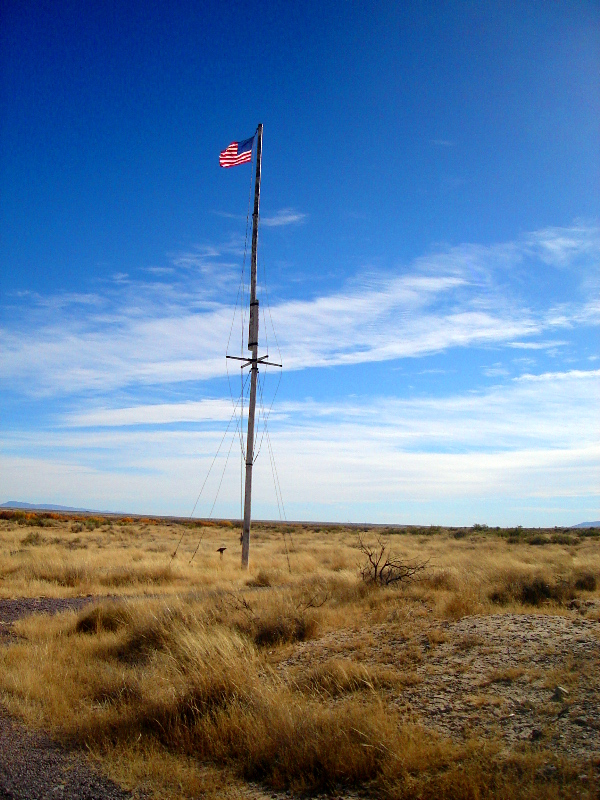
Mât du drapeau du fort Craig.

En juillet 1861, le fort Craig est devenu le plus grand fort du sud-ouest, avec près de 2 000 soldats. La même année, plusieurs régiments des volontaires du Nouveau-Mexique y sont placés pour faire face à une nouvelle menace — l'armée confédérée du Nouveau-Mexique.
En septembre 1861, une force de cavalerie d'environ 100 hommes sort du fort Craig et a une escarmouche avec les rebelles à Canada Alamosa. Ce combat est connu comme la bataille de Canada Alamosa, l'une des nombreuses petites batailles qui ont lieu dans l'Arizona confédéré.
En février 1862, les cinq régiments des volontaires du Nouveau-Mexique sont envoyés vers le sud du fort Union pour renforcer le fort Craig et attendre la progression confédérée sur le rio Grande.
Après la capture de plusieurs installations militaires dans le nouveau territoire confédéré de l'Arizona, le brigadier général Sibley mène une brigade d'environ 2 500 confédérés enthousiastes mais mal équipés de l'armée du Nouveau-Mexique. Le 7 février 1862, l'armée du Nouveau-Mexique quitte le fort Fillmore et se dirige vers le nord en direction du fort Craig mais contourne le fort après le refus de l'armée de l'Union d'engager le combat dans la plaine devant le fort.
Sur les bastions en cailloux du fort Craig, sont installés des « Quaker guns » (des canons factices en bois) avec plein de chapeaux de soldats à côté de vrais canons et de véritables troupes de l'Union. Cette ruse impressionnante perturbe les plans de Sibley d'un assaut direct contre le fort Craig. De plus, Sibley n'a pas l'artillerie lourde nécessaire pour un siège contre le fort lourdement fortifié et défendu.
Le 21 février 1862, les troupes de l'Union menées par le colonel Edward Canby et l'armée confédérée du Nouveau-Mexique du brigadier général Sibley se rencontrent une première fois lors de la bataille de Valverde, un gué sur le rio Grande juste au nord du fort. Les deux camps subissent de lourdes pertes. À la fin de la journée, les confédérés tiennent le champ de bataille, mais l'Union tient encore le fort Craig.
La bataille de Valverde est considérée comme une victoire confédérée. Néanmoins, les volontaires du Nouveau-Mexique, sous le commandement du colonel Miguel Pino, trouvent les chariots de ravitaillement légèrement gardés et les brûlent. Sibley est obligé de marcher vers le nord sans le ravitaillement qu'il espérait prendre dans le fort Craig. Le 23 février 1862, les forces confédérées contournent l'armée de l'Union et se dirigent sur Albuquerque.

### Guerres indiennes
Entre 1863 et 1865, le fort Craig est le quartier général pour les campagnes de l'armée américaine contre les Apaches Gila et Mimbres.
Le fort Craig est abandonné définitivement en 1885.

## Site historique du fort Craig
En 1894, le fort Craig est vendu aux enchères au seul enchérisseur, la Valverde Land and Irrigation Company.
Le fort Craig est répertorié sur le Registre national des lieux historiques en 1970. La propriété est finalement cédée à l'Archaeological Conservancy par la famille Oppenheimer et transférée au Bureau of Land Management en 1981.
En 2008, vingt corps apparaissent, pillés dans le cimetière au fort Craig, et soixante-sept sont exhumés et retirés par les archéologues fédéraux pour éviter tout pillage supplémentaire. Les exhumations qui ont eu lieu entre août et octobre, ont sorti 67 squelettes — 39 hommes, 2 femmes et 26 enfants et nourrissons. Le fort Craig est situé à 170 kilomètres (105 miles) au nord de Las Cruces et à 52 kilomètres (32 miles) au sud de Socorro, entre les sorties 115 et 124 le long de l'Interstate 25. Un petit centre de visiteurs est situé dans le site historique national de fort Craig.
L'action fictive du western d'Hollywood de 1958 Fort Massacre se déroule autour du fort Crane, un fort fictif analogue au fort Craig en 1879.